# الجماعة (مناخة)

تعديل مصدري - تعديل

الجماعة هي إحدى قرى عزلة هوزان بمديرية مناخة التابعة لمحافظة صنعاء، بلغ تعداد سكانها 132 نسمة حسب تعداد اليمن لعام 2004.